# Szitány
Szitány (Sitani), település Romániában, a Partiumban, Bihar megyében.

## Fekvése
Belényestől északnyugatra, Kispapmezőtől északra, a Király-erdő alatt, a Fekete-Körös jobb oldali mellékvize, a Vida-patak bal partján, Lankás és Kispapmező közt fekvő település.

## Története
Szitány nevét 1508-ban említette először oklevél Zythaanfalwa, Thwrbolyfalwa néven.
1692-ben Szitany, Turburics, 1808-ban Turburesty (Szitány-), 1851-ben, 1888-ban Szitány (Turburest-Szitány), 1913-ban Szitány néven írták.
Szitány a 18. században kincstári birtok volt, a 19. század elején pedig a Szitányi család volt a birtokosa.
1851-ben Fényes Elek írta a településről:
Bihar vármegyében, hegyes-völgyes vidéken, 450 óhitü lakossal, s anyatemplommal. ... Birja Ulmann Móric
1910-ben 692 lakosából 31 magyar, 652 román volt. Ebből 12 római katolikus, 652 görögkeleti ortodox, 16 izraelita volt.
A trianoni békeszerződés előtt Bihar vármegye Magyarcsékei járásához tartozott.

## Nevezetességek
- Görög keleti temploma – az 1738-as Bratestibe áttelepített templom helyén 1750-ben épült.